# Moine de Saire
Le moine de Saire est, dans le folklore de Cherbourg, un petit homme qui apparaît en train de se noyer en poussant de grand cris pour être sauvé. Quiconque tente de le secourir est entraîné au fond de l'eau.